# E!TV
E!TV（イー!ティーヴィー）は、ソニー・ミュージックエンタテインメント (SME) が制作し、TOKYO MXで放送されている、各種深夜番組枠の名称である。名称は「エンターテインメント・テレビ」から。

## 概要
SMEの映像制作事業の一環として始まった番組枠の総称で、バラエティ番組・トーク番組・音楽番組・テレビアニメ・テレビドラマと様々なジャンルの番組を揃える。
2009年4月からTOKYO MXとtvkの2局で放送を開始し、全国各地の放送局へ番組が販売されて放送網が拡大するも、2010年春の改編でtvkの放送はすべて終了して4月からTOKYO MXのみで続いたが、2011年4月から土曜アニメ枠のうち2枠が群馬テレビ・とちぎテレビで同時ネットが開始され、2012年1月から土曜全ての枠が3局で扱われ、4月から土曜アニメ枠はBS11の『ANIME+』枠が1週同時間帯遅れネットで扱う。2014年4月から、金曜アニメ枠も群馬テレビ・BS11で同時ネットが開始され、土曜アニメ枠のうち、1枠が全局同時ネットとなった。2015年4月期にはBS11での土曜日3枠は全て同時ネットとなった。
TOKYO MXは生放送の情報番組や深夜アニメを除き原則として年末年始に関わらず番組休止はなく毎週放送されており、特別編成で放送時間に異なる番組が入る場合は放送時間を繰り下げまたは繰り上げて放送しているが、SonyMusic（アニプレックス含む）が制作に携わる番組が編成される際は休止される事例もあり、2012年12月31日に『猫物語（黒）』が放送された際は月曜枠の2番組は休止された。枠廃止後の事例では、2016年12月31日も土曜枠の通常編成は休止された。2021年は1月1日の金曜枠及び1月2日の土曜枠の通常編成も休止となる予定。また、2016年以降、三が日にブシロードが製作に関与する特番を放送する場合は『TOKYO MX NEWS』を除き休止となるため、当枠も休止となる。
2014年3月31日まで地上デジタル放送を時間帯毎にマルチ編成しており、翌0時以降の番組は土曜・日曜を除いて地上デジタル放送は標準画質放送で、日をまたぐ『松嶋×町山 未公開映画を観るTV』は翌0時から始まるマルチ編成の時間が30分繰り上げられて23時30分から標準画質放送に切り替えていた。同年4月1日から24時間マルチ編成となり、091ch（TOKYO MX1）は常時ハイビジョン放送で、本枠も常時ハイビジョン放送となる。
番組枠の廃止は明言されていないが、2014年7月期以降の平日23時台は、ソニー・ミュージックグループが制作関与しない深夜アニメやバラエティ番組（アニメ関連含む）が入り、TOKYO MXの公式サイトから「E!TV」のページが削除されている。2014年10月のタイムテーブルも「E!TV」の名称が無く、2014年7月の改編で番組枠は廃止されたと推察される。金曜・土曜のアニメ枠は枠廃止後も継続している。
2019年10月現在、TOKYO MX・群馬テレビ・とちぎテレビ・BS11の4局で同時ネットを実施しているアニメ枠は水曜1枠（原則再放送）・金曜1枠・土曜3枠の計5枠となっている。また、BS11は2019年7月から土曜23時（旧第1部）枠も同時ネットに移行となった。

## 番組一覧
曜日時間はTOKYO MX1を基準に記述する。特筆事項がない限りハイビジョン制作。太字はアニメ枠。

### 放送中
2018年10月現在、廃枠後も継続
月曜
- 内村さまぁ〜ず（23:30 - 翌0:00）

### 終了した番組
月曜
- 偉人の来る部屋（2009年10月5日 - 12月28日、23:00 - 23:30）
- TAXMEN（2010年1月11日 - 3月29日、23:00 - 23:30）
- MUSICAL3（2010年4月12日 - 6月28日、24:00 - 24:30）
- TAXMEN[15]（2010年7月5日 - 9月20日、24:00 - 24:30）
- バカヂカラ[16]（2009年4月6日 - 2011年3月28日、23:30 - 24:00）
- Go!Go!9nine（2010年9月27日 - 2011年3月28日、24:00 - 24:30）
- 炎の蜃気楼（2011年10月3日 - 12月26日、24:00 - 24:30）
- ホワイトボードTV陰[16][15]（2012年1月9日 - 3月26日、24:00 - 24:30）

火曜
- バナナ炎→バナナ炎炎[17]（2009年4月7日 - 2013年3月26日）
- ホワイトボードTV陰[16]（2010年4月6日 - 2011年3月29日、24:00 - 24:30）
- 撮れ高次第[18]（2011年10月4日 - 2012年1月3日、23:30 - 24:00）
- バカリズム THE MOVIE[16]（2012年1月10日 - 3月27日、24:00 - 24:30）
- 2PM&2AM Wander Trip[16]（2012年4月3日 - 9月25日、24:00 - 24:30）
- よしもと新喜劇（2013年7月23日 - 2018年9月25日、23:30 - 翌0:30[19]）

水曜
- 「かみちゅ!」Special Selection[20]（2010年4月7日 - 6月9日、24:00 - 24:30）
- WORKING!![21][15]（2010年7月7日 - 9月29日、24:00 - 24:30）
- セキレイ〜Pure Engagement〜[15][22]（2010年10月6日 - 12月29日、24:00 - 24:30）
- How to モンキーベイビー![23]（2009年10月2日 - 2011年3月30日、23:30 - 24:00）
- オーレ・エクセルとスウェーデンデザイン[24][25]（2011年1月5日 - 3月30日、24:00 - 24:30）
- 笑うてっぱんシアター[26]（2011年4月3日 - 9月28日、23:30 - 24:00）
- 鉄腕バーディー DECODE 02（2011年10月5日 - 12月28日、24:00 - 24:30）
- 笑うてっぱんシアター[15]（2012年1月4日 - 3月28日、24:00 - 24:30）
- エビ中の永遠に中学生（仮）[16]（2012年4月4日 - 9月26日、24:00 - 24:30）
- さすらう犬の種まき（2011年10月5日 - 2013年3月27日、23:30 - 24:00）
- STAR DRIVER 輝きのタクト[27][20][16]（2012年10月3日 - 2013年3月27日、24:00 - 24:30）
- エビ中の永遠に中学生（仮）2（2013年4月3日 - 9月25日、23:30 - 24:00）
- 東西芸人いきなり!2人旅（2013年10月23日 - 2014年3月、23:30 - 24:30）

木曜
- 博士の異常な鼎談[16]（2009年4月2日 - 2010年3月25日、23:30 - 24:00）
- ほぼ1〜見ちゃう動画TV〜[16][28]（2007年10月11日 - 2010年3月25日[29]、25:00 - 25:30）
- かんなぎ[15][30]（2010年4月1日 - 6月24日、24:00 - 24:30）
- ミラクル☆トレイン〜大江戸線へようこそ〜[20][31]（2010年7月1日 - 9月30日、24:00 - 24:30）
- 新世紀ネタキング決定戦（2010年10月7日 - 2011年3月31日、24:00 - 24:30）
- キャワコレTV（2011年4月7日〜9月29日、23:30 - 24:00）
- うたの☆プリンスさまっ♪ マジLOVE1000%（2011年10月6日 - 12月29日、24:00 - 24:30）
- オーレ・エクセルとスウェーデンデザイン（2012年1月6日 - 3月31日、24:00 - 24:30）[15]
- ハシゴマン（2011年10月13日 - 2013年3月28日、23:30 - 24:00）
- 松嶋×町山 未公開映画を観るTV[32][16][15]（2013年4月4日 - 5月2日、23:30 - 24:30）

金曜
- 松嶋×町山 未公開映画を観るTV[16]（2009年4月5日 - 2011年4月1日、2011年4月8日 - 2013年3月29日[15]、23:30 - 24:30）
- 鋼の錬金術師 FULLMETAL ALCHEMIST[27][20]（2011年4月4日 - 8月15日、24:00 - 24:30）
- DARKER THAN BLACK -流星の双子-[27][20]（2011年8月16日 - 9月5日、24:00 - 24:30）
- 鉄腕バーディー DECODE（2011年9月6日 - 27日、24:00 - 24:30）
- うたの☆プリンスさまっ♪ マジLOVE2000%[33][34][16]（2013年4月5日 - 6月28日、24:00 - 24:30）
- 劇場版 空の境界[35]（2013年7月5日 - 9月27日、24:00 - 24:30）
- THE IDOLM@STER[20][36][37]（2013年10月4日 - 2014年3月21日、24:00 - 24:30）
- 蟲師 続章(前半エピソード)

土曜
- うたたね[16]（2009年4月4日 - 9月26日、23:00 - 23:22）
- おてんばルル[16]（2009年4月4日 - 6月27日、23:22 - 23:30）：世界の絵本からシリーズ第1弾。
- レイナレイナ[16]（2009年7月5日 - 9月26日、23:22 - 23:30）：世界の絵本からシリーズ第2弾。
- アンダーステア[38]（2009年10月3日 - 2010年3月27日、23:00 - 23:22）
- 車に乗った太陽[16]（2009年10月3日 - 12月26日、23:22 - 23:30）：世界の絵本からシリーズ第3弾。
- Olle Eksell in Motion（2010年1月2日 - 3月27日、23:22 - 23:30）：世界の絵本からシリーズ第4弾。
- DOG DAYS[39]（2011年4月2日 - 6月25日、23:30〜24:00）
- かんなぎ[15][30]（2011年4月2日 - 6月25日、24:00 - 25:30）
- 戦場のヴァルキュリア[15][40]（2011年4月2日 - 6月25日第14話 - 第26話まで放送、24:30 - 25:00）
- うたの☆プリンスさまっ♪ マジLOVE1000%（2011年7月2日 - 9月24日、24:00〜24:30）[33][39][34]
- るろうに剣心スペシャルセレクション[41][20][16]（2011年7月2日 - 9月24日、24:30 - 25:00）
- WORKING'!![21][39]（2011年10月1日 - 12月24日、23:30 - 24:00）
- Fate/Zero（第1期）[39]（2011年10月1日 - 12月24日、24:00 - 24:30）
- 化物語[42][43]（2011年10月8日 - 12月24日、24:30 - 25:00・12月31日、22:30 - 24:00）
- 偽物語[39][42]（2012年1月7日 - 3月17日、24:00 - 24:30）
- Aチャンネル[27][20]（2012年1月14日 - 3月31日、23:30 - 24:00）
- ひだまりスケッチ&ひだまりスケッチ×365 ベストセレクション[20][44]（2012年1月14日 - 3月31日、24:30〜25:00）
- DOG DAYS[15]（2012年4月7日 - 6月30日、23:30 - 24:00）
- Fate/Zero（第2期）[39][45][36]（2012年4月7日 - 6月23日、24:00 - 24:30）
- かんなぎ[15][46][30]（2012年4月7日 - 6月23日、24:30 - 25:00・6月30日、24:00 - 25:00）
- DOG DAYS'[39][36]（2012年7月7日〜9月29日、23:30〜24:00）
- ソードアート・オンライン[39][45][36]（2012年7月7日 - 12月22日、24:00 - 24:30）
- 夏色キセキ[27][20][46][47]（2012年7月14日 - 9月29日、24:30 - 25:00）
- 俺の妹がこんなに可愛いわけがない TRUE ROUTE スペシャル版[48]（2012年10月6日 - 12月29日、23:30 - 24:00）
- 青の祓魔師[27][20][46]（2012年10月13日 - 2013年3月30日、24:30 - 25:00）
- 俺の彼女と幼なじみが修羅場すぎる[39][45][36]（2013年1月5日 - 3月30日、24:00 - 24:30）
- 天元突破グレンラガン[49][20][46]（2013年1月5日 - 6月29日、23:30 - 24:00）
- 俺の妹がこんなに可愛いわけがない。[39][45][36]（2013年4月6日 - 6月29日、24:00 - 24:30）
- WORKING'!![21][15][46]（2013年4月6日 - 6月29日、24:30 - 25:00）
- 幻影ヲ駆ケル太陽[39][36][50]（2013年7月6日 - 9月28日、23:30 - 24:00）
- サーバント×サービス[39][36][50]（2013年7月6日 - 9月28日、24:30 - 25:00）
- 魔法少女まどか☆マギカ[27][36][51]（2013年10月5日 - 12月21日、23:30 - 24:00）
- 〈物語〉シリーズ セカンドシーズン[39][45][36]（2013年7月6日 - 12月28日、24:00 - 24:30）
- Persona4 the ANIMATION[15][36]（2013年10月5日 - 2014年3月22日、24:30 - 25:00）
- ニセコイ[39][27][36][52]（2014年1月11日 - 5月24日、23:30 - 24:00）
- 世界征服〜謀略のズヴィズダー〜[39][27][36]（2014年1月11日 - 3月29日、24:00 - 24:30）
- 魔法科高校の劣等生[39][36]（2014年4月5日 - 9月27日、24:30 - 25:00）
- メカクシティアクターズ[39]（2014年4月12日 - 6月28日、24:00 - 24:30）

日曜
- WORKING!![21][39]（2010年4月4日 - 6月27日、23:00 - 23:30）
- セキレイ[15][22]（2010年4月4日 - 6月27日、23:30 - 24:00）
- 「R.O.D」Special Selection[15]（2010年4月4日 - 6月6日、24:00 - 24:30）
- デュラララ!![27][20]（2010年7月4日 - 9月26日は第1 - 12話、2011年1月2日 - 3月27日は第13 - 24話・特別編第12.5話を放送、23:00 - 23:30）
- セキレイ〜Pure Engagement〜[22][39]（2010年7月4日 - 9月26日、23:30 - 24:00）
- みつどもえ[39][54]（2010年7月4日 - 9月26日、24:00 - 24:30）
- Angel Beats![27][55][20]（2010年10月3日 - 12月26日、23:00 - 23:30）
- 俺の妹がこんなに可愛いわけがない[56][39]（2010年10月3日 - 12月19日、23:30 - 24:00）
- 閃光のナイトレイド[20][57]（2010年10月3日 - 12月26日、24:00 - 24:30）
- 戦場のヴァルキュリア[15][40]（2011年1月2日 - 3月27日、第1 - 13話を放送、23:30 - 24:00）
- みつどもえ増量中![54][39]（2011年1月9日 - 2月27日、24:00 - 24:30）

### 番組の移り変わり
|            | 月曜日               | 月曜日                             | 火曜日              | 火曜日                           | 水曜日                        | 水曜日                                  | 木曜日                       | 木曜日                                       | 金曜日                                  | 金曜日                               |
| 第1部      | 第2部                | 第1部 （23:30 - ）                 | 第2部 （0:00 - ）   | 第1部 （23:30 - ）               | 第2部 （0:00 - ）             | 第1部                                   | 第2部                        | 第1部 （23:30 - ）                           | 第2部 （0:00 - ）                       |                                      |
| ---------- | -------------------- | ---------------------------------- | ------------------- | -------------------------------- | ----------------------------- | --------------------------------------- | ---------------------------- | -------------------------------------------- | --------------------------------------- | ------------------------------------ |
| 2009年4月  | 戦場のヴァルキュリア | バカヂカラ                         | バナナ炎            |                                  | 亡念のザムド                  |                                         | 内村さまぁ〜ず               | 博士の異常な鼎談                             |                                         |                                      |
| 2009年7月  | 戦場のヴァルキュリア | バカヂカラ                         | バナナ炎            |                                  | 亡念のザムド                  |                                         | 内村さまぁ〜ず               | 博士の異常な鼎談                             |                                         |                                      |
| 2009年10月 | 偉人の来る部屋       | バカヂカラ                         | バナナ炎            | バッカーノ!                      | How to モンキーベイビー!      |                                         | 内村さまぁ〜ず               | 博士の異常な鼎談                             |                                         |                                      |
| 2010年1月  | TAXMEN               | バカヂカラ                         | バナナ炎            | DARKER THAN BLACK -流星の双子-   | How to モンキーベイビー!      |                                         | 内村さまぁ〜ず               | 博士の異常な鼎談                             |                                         |                                      |
| 2010年4月  | バカヂカラ           | MUSICAL3                           | バナナ炎            | ホワイトボードTV陰               | How to モンキーベイビー!      | かみちゅ! Special Selection             | 内村さまぁ〜ず               | かんなぎ                                     | 松嶋×町山 未公開映画を観るTV            | 松嶋×町山 未公開映画を観るTV         |
| 2010年7月  | バカヂカラ           | TAXMEN                             | バナナ炎            | ホワイトボードTV陰               | How to モンキーベイビー!      | WORKING!!                               | 内村さまぁ〜ず               | ミラクル☆トレイン 〜大江戸線へようこそ〜     | 松嶋×町山 未公開映画を観るTV            | 松嶋×町山 未公開映画を観るTV         |
| 2010年10月 | バカヂカラ           | GO!GO!9nine                        | バナナ炎            | ホワイトボードTV陰               | How to モンキーベイビー!      | セキレイ 〜Pure Engagement〜            | 内村さまぁ〜ず               | 新世紀ネタキング決定戦                       | 松嶋×町山 未公開映画を観るTV            | 松嶋×町山 未公開映画を観るTV         |
| 2011年1月  | バカヂカラ           | GO!GO!9nine                        | バナナ炎            | ホワイトボードTV陰               | How to モンキーベイビー!      | オーレ・エクセルと スウェーデンデザイン | 内村さまぁ〜ず               | 新世紀ネタキング決定戦                       | 松嶋×町山 未公開映画を観るTV            | 松嶋×町山 未公開映画を観るTV         |
| 2011年4月  | 内村さまぁ〜ず       | 鋼の錬金術師 FULLMETAL ALCHEMIST   | バナナ炎            | 鋼の錬金術師 FULLMETAL ALCHEMIST | 笑うてっぱんシアター          | 鋼の錬金術師 FULLMETAL ALCHEMIST        | キャワコレTV                 | るろうに剣心 スペシャルセレクション          | 松嶋×町山 未公開映画を観るTV            | 松嶋×町山 未公開映画を観るTV         |
| 2011年7月  | 内村さまぁ〜ず       | 鋼の錬金術師 FULLMETAL ALCHEMIST   | バナナ炎            | 鋼の錬金術師 FULLMETAL ALCHEMIST | 笑うてっぱんシアター          | 鋼の錬金術師 FULLMETAL ALCHEMIST        | キャワコレTV                 | 鋼の錬金術師 FULLMETAL ALCHEMIST             | 松嶋×町山 未公開映画を観るTV            | 松嶋×町山 未公開映画を観るTV         |
| 2011年8月  | 内村さまぁ〜ず       | DARKER THAN BLACK -流星の双子-     | バナナ炎            | DARKER THAN BLACK -流星の双子-   | 笑うてっぱんシアター          | DARKER THAN BLACK -流星の双子-          | キャワコレTV                 | DARKER THAN BLACK -流星の双子-               | 松嶋×町山 未公開映画を観るTV            | 松嶋×町山 未公開映画を観るTV         |
| 2011年9月  | 内村さまぁ〜ず       | 鉄腕バーディー DECODE              | バナナ炎            | 鉄腕バーディー DECODE            | 笑うてっぱんシアター          | 鉄腕バーディー DECODE                   | キャワコレTV                 | 鉄腕バーディー DECODE                        | 松嶋×町山 未公開映画を観るTV            | 松嶋×町山 未公開映画を観るTV         |
| 2011年10月 | 内村さまぁ〜ず       | 炎の蜃気楼                         | バナナ炎            | 撮れ高次第                       | さすらう犬の種まき            | 鉄腕バーディー DECODE:02                | ハシゴマン                   | うたの☆プリンスさまっ♪ マジLOVE1000%         | 松嶋×町山 未公開映画を観るTV            | 松嶋×町山 未公開映画を観るTV         |
| 2012年1月  | 内村さまぁ〜ず       | ホワイトボードTV陰                 | バナナ炎            | バカリズム THE MOVIE             | さすらう犬の種まき            | 笑うてっぱんシアター                    | ハシゴマン                   | オーレ・エクセルと スウェーデンデザイン      | 松嶋×町山 未公開映画を観るTV            | 松嶋×町山 未公開映画を観るTV         |
| 2012年4月  | 内村さまぁ〜ず       | グッバイ★ハロー                    | バナナ炎            | 2PM&2AM Wander Trip              | さすらう犬の種まき            | エビ中の永遠に中学生(仮)                | ハシゴマン                   | リスアニ!TV 1st Season                       | 松嶋×町山 未公開映画を観るTV            | 松嶋×町山 未公開映画を観るTV         |
| 2012年6月  | 内村さまぁ〜ず       | グッバイ★ハロー                    | バナナ炎炎          | 2PM&2AM Wander Trip              | さすらう犬の種まき            | エビ中の永遠に中学生(仮)                | ハシゴマン                   | リスアニ!TV 1st Season                       | 松嶋×町山 未公開映画を観るTV            | 松嶋×町山 未公開映画を観るTV         |
| 2012年10月 | 内村さまぁ〜ず       | グッバイ★ハロー                    | バナナ炎炎          | I am チャンミン君                | さすらう犬の種まき            | STAR DRIVER 輝きのタクト                | ハシゴマン                   | リスアニ!TV 1st Season                       | 松嶋×町山 未公開映画を観るTV            | 松嶋×町山 未公開映画を観るTV         |
| 2013年1月  | 内村さまぁ〜ず       | グッバイ★ハロー                    | バナナ炎炎          | I am チャンミン君                | さすらう犬の種まき            | STAR DRIVER 輝きのタクト                | ハシゴマン                   | リスアニ!TV 1st Season                       | 松嶋×町山 未公開映画を観るTV            | 松嶋×町山 未公開映画を観るTV         |
| 2013年4月  | 内村さまぁ〜ず       | グッバイ★ハロー                    | 2PM&2AM Wander Trip | I am チャンミン君                | エビ中の永遠に中学生(仮)2     | エビ中の永遠に中学生(仮)                | 松嶋×町山 未公開映画を観るTV | 松嶋×町山 未公開映画を観るTV                 | リスアニ!TV 2nd Season                  | うたの☆プリンスさまっ♪ マジLOVE2000% |
| 2013年5月  | 内村さまぁ〜ず       | グッバイ★ハロー                    | 2PM&2AM Wander Trip | I am チャンミン君                | エビ中の永遠に中学生(仮)2     | エビ中の永遠に中学生(仮)                | さらば青春の光 ふぁいなる    | ハシゴマン                                   | リスアニ!TV 2nd Season                  | うたの☆プリンスさまっ♪ マジLOVE2000% |
| 2013年7月  | 内村さまぁ〜ず       | ハシゴマン                         | よしもと新喜劇      | よしもと新喜劇                   | 原口あきまさの今がぱちドキッ! | エビ中の永遠に中学生(仮)                | さらば青春の光 ふぁいなる    | JUNHO(From 2PM) のSAY YES 〜フレンドシップ〜 | リスアニ!TV 2nd Season                  | 劇場版 空の境界 (テレビアニメ版)     |
| 2013年10月 | 内村さまぁ〜ず       | ラフピー! 〜沖縄国際映画祭への道〜 | よしもと新喜劇      | よしもと新喜劇                   | 東西芸人いきなり!2人旅        | 東西芸人いきなり!2人旅                  | さらば青春の光 ふぁいなる    | JUNHO(From 2PM) のSAY YES 〜フレンドシップ〜 | リスアニ!TV 2nd Season                  | アイドルマスター                     |
| 2014年1月  | 内村さまぁ〜ず       | ラフピー! 〜沖縄国際映画祭への道〜 | よしもと新喜劇      | よしもと新喜劇                   | 東西芸人いきなり!2人旅        | 東西芸人いきなり!2人旅                  | さらば青春の光 ふぁいなる    | 黒執事                                       | リスアニ!TV 2nd Season                  | アイドルマスター                     |
| 2014年4月  | 内村さまぁ〜ず       | ラフピー! 〜沖縄国際映画祭への道〜 | よしもと新喜劇      | よしもと新喜劇                   | 鋼の錬金術師 (1話〜26話)      | 鋼の錬金術師 (1話〜26話)                | さらば青春の光 ふぁいなる    | 黒執事                                       | オーレ・エクセルと スウェーデンデザイン | 蟲師 続章 (前半エピソード)           |
| 2014年5月  | 内村さまぁ〜ず       | ラフピー! 〜沖縄国際映画祭への道〜 | よしもと新喜劇      | よしもと新喜劇                   | 鋼の錬金術師 (1話〜26話)      | 鋼の錬金術師 (1話〜26話)                | さらば青春の光 ふぁいなる    | 黒執事                                       | 武井壮しらべ 誰もやらなきゃオレがやる!! | 蟲師 続章 (前半エピソード)           |
| 2014年7月  | 内村さまぁ〜ず       |                                    | よしもと新喜劇      | よしもと新喜劇                   |                               |                                         | さらば青春の光 ふぁいなる    |                                              | 武井壮しらべ 誰もやらなきゃオレがやる!! | サーバント×サービス                  |

|                    | 土曜日                                                    | 土曜日                               | 土曜日                                                     | 土曜日                                    | 日曜日                           | 日曜日                       | 日曜日 |
| 第1部 （23:00 - ） | 第2部                                                     | 第3部 （0:00 - ）                    | 第4部 （0:30 - ）                                          | 第1部 （23:00 - ）                        | 第2部 （23:30 - ）               | 第3部 （0:00 - ）            |        |
| ------------------ | --------------------------------------------------------- | ------------------------------------ | ---------------------------------------------------------- | ----------------------------------------- | -------------------------------- | ---------------------------- | ------ |
| 2009年4月          | うたたね                                                  | おてんばルル                         |                                                            |                                           | 松嶋×町山 未公開映画を観るTV     | 松嶋×町山 未公開映画を観るTV |        |
| 2009年7月          | うたたね                                                  | レイナレイナ                         |                                                            |                                           | 松嶋×町山 未公開映画を観るTV     | 松嶋×町山 未公開映画を観るTV |        |
| 2009年10月         | アンダーステア                                            | 車に乗った太陽                       |                                                            |                                           | 松嶋×町山 未公開映画を観るTV     | 松嶋×町山 未公開映画を観るTV |        |
| 2010年1月          | アンダーステア                                            | Olle Eksell in Motion                |                                                            |                                           | 松嶋×町山 未公開映画を観るTV     | 松嶋×町山 未公開映画を観るTV |        |
| 2010年4月          |                                                           |                                      | WORKING!!                                                  | セキレイ                                  | R.O.D -THE TV- Special Selection |                              |        |
| 2010年7月          | デュラララ!! (第1クール)                                  | セキレイ 〜Pure Engagement〜         | みつどもえ                                                 |                                           |                                  |                              |        |
| 2010年10月         | Angel Beats!                                              | 俺の妹がこんなに 可愛いわけがない    | 閃光のナイトレイド                                         |                                           |                                  |                              |        |
| 2011年1月          | デュラララ!! (第2クール)                                  | 戦場のヴァルキュリア (第1クール)     | みつどもえ 増量中!                                         |                                           |                                  |                              |        |
| 2011年4月          |                                                           | DOG DAYS                             | かんなぎ                                                   | 戦場のヴァルキュリア (第2クール)          |                                  |                              |        |
| 2011年7月          | WORKING!!                                                 | うたの☆プリンスさまっ♪ マジLOVE1000% | るろうに剣心 スペシャルセレクション                        |                                           |                                  |                              |        |
| 2011年10月         | WORKING'!!                                                | Fate/Zero (1stシーズン)              | 化物語                                                     |                                           |                                  |                              |        |
| 2012年1月          | Aチャンネル                                               | 偽物語                               | ひだまりスケッチ & ひだまりスケッチ×365 ベストセレクション |                                           |                                  |                              |        |
| 2012年4月          | DOG DAYS                                                  | Fate/Zero (2ndシーズン)              | かんなぎ                                                   |                                           |                                  |                              |        |
| 2012年7月          | DOG DAYS'                                                 | ソードアート・オンライン             | 夏色キセキ                                                 |                                           |                                  |                              |        |
| 2012年10月         | 俺の妹がこんなに 可愛いわけがない TRUE ROUTE スペシャル版 | ソードアート・オンライン             | 青の祓魔師                                                 |                                           |                                  |                              |        |
| 2013年1月          | 天元突破グレンラガン                                      | 俺の彼女と幼なじみ が修羅場すぎる    | 青の祓魔師                                                 |                                           |                                  |                              |        |
| 2013年4月          | 天元突破グレンラガン                                      | 俺の妹がこんなに 可愛いわけがない。  | WORKING'!!                                                 |                                           |                                  |                              |        |
| 2013年7月          | 幻影ヲ駆ケル太陽                                          | 〈物語〉シリーズ セカンドシーズン    | サーバント×サービス                                        | ビビッドレッド・ オペレーション           |                                  |                              |        |
| 2013年10月         | 魔法少女まどか☆マギカ                                     | 〈物語〉シリーズ セカンドシーズン    | ペルソナ4                                                  |                                           |                                  |                              |        |
| 2014年1月          | ニセコイ                                                  | 世界征服 〜謀略のズヴィズダー〜      | ペルソナ4                                                  |                                           |                                  |                              |        |
| 2014年4月          | ニセコイ                                                  | リスアニ!TV 3rd Season               | メカクシティアクターズ                                     | 魔法科高校の劣等生                        |                                  |                              |        |
| 2014年5月          | 〈物語〉シリーズ セレクション キャラクターコメンタリー版  | リスアニ!TV 3rd Season               | メカクシティアクターズ                                     | 魔法科高校の劣等生                        |                                  |                              |        |
| 2014年7月          | ソードアート・オンラインII                                | リスアニ!TV 3rd Season               | アルドノア・ゼロ (第1クール)                               | 魔法科高校の劣等生                        |                                  |                              |        |
| 2014年10月         | ソードアート・オンラインII                                | リスアニ!TV 3rd Season               | Fate/stay night [Unlimited Blade Works] (1stシーズン)      | 蟲師 続章 (後半エピソード)                |                                  |                              |        |
| 2015年1月          | デュラララ!!×2 承                                         | リスアニ!TV 3rd Season               | アルドノア・ゼロ (第2クール)                               | DOG DAYS"                                 |                                  |                              |        |
| 2015年4月          | リスアニ!TV 4th Season                                    | ガンスリンガー ストラトス            | Fate/stay night [Unlimited Blade Works] (2ndシーズン)      | プラスティック・メモリーズ                |                                  |                              |        |
| 2015年7月          | リスアニ!TV 4th Season                                    | デュラララ!!×2 転                    | Charlotte                                                  | WORKING!!!                                |                                  |                              |        |
| 2015年10月         | リスアニ!TV 4th Season                                    | 学戦都市アスタリスク (1st Season)    | 終物語                                                     | あの日見た花の名前 を僕達はまだ知らない。 |                                  |                              |        |
| 2016年1月          | リスアニ!TV 4th Season                                    | デュラララ!!×2 結                    | 化物語 オリジナルマスターバージョン                        | ペルソナ4 ザ・ゴールデン                  |                                  |                              |        |
| 2016年4月          | リスアニ!TV 5th Season                                    | キズナイーバー                       | ハイスクール・フリート                                     | 学戦都市アスタリスク (2nd Season)         |                                  |                              |        |
| 2016年7月          | リスアニ!TV 5th Season                                    | Rewrite (1st Season)                 | クオリディア・コード                                       | B-PROJECT 〜鼓動＊アンビシャス〜          |                                  |                              |        |
| 2016年10月         | リスアニ!TV 5th Season                                    | WWW.WORKING!!                        | Occultic;Nine -オカルティック・ナイン-                     |                                           |                                  |                              |        |
| 2017年1月          | リスアニ!TV 5th Season                                    | Rewrite (2nd Season)                 | 亜人ちゃんは語りたい                                       | ひだまりスケッチ ×ハニカム                |                                  |                              |        |